# Granton (Wisconsin)
Pour les articles homonymes, voir Granton.
Granton est un village du comté de Clark, dans l'État du Wisconsin, aux États-Unis. En 2020, il comptait une population de 381 habitants.